# Río Meta
Río Meta är en biflod till Orinoco i Sydamerika Källan ligger på 1 300 höjd i Östkordiljärerna i Anderna i Colombia. Floden rinner huvudsakligen åt nordost över Colombias östliga slätt. Den nedre delen av loppet utgör gräns mellan Colombia och Venezuela. Río Meta mynnar i floden Orinoco vid Puerto Carreño.